# 曾征
曾征（1912年—2000年），原名曾来古，中国人民解放军将领、中国人民解放军开国少将。
1929年参加中国工农红军。担任红29军第256团团长，红二方面军第6师参谋长。抗日战争期间，担任八路军120师358旅716团参谋长，第6军分区参谋长等。
曾任空军第一航空预科学校校长。1955年，授予中国人民解放军少将。